# Marianna Armellini
Marianna Armellini (São José do Rio Preto, 15 de março de 1978) é uma atriz e humorista brasileira.

## Biografia
Marianna Armellini nasceu em São José do Rio Preto, interior de São Paulo, em 15 de março de 1978. Formada pela Escola de Arte Dramática da Universidade de São Paulo (EAD/USP), trabalha no teatro com diretores como Antonio Januzelli, André Garolli, Beth Lopes, Cristiane Paoli Quito, Dan Stulbach e Fábio Herford.
Participa, como convidada, do espetáculo "Improvável", com a Cia. Barbixas de Humor.
No cinema, atua em Tapete Vermelho e As 12 estrelas, direção de Luiz Alberto Pereira, e Linha de Passe, filme dirigido por Walter Salles.
Na TV, integra o elenco do programa É Tudo Improviso, na Band, da série "Vida de Estagiário", na Warner, e na novela Guerra dos Sexos, da Rede Globo.
Desde 2004 integra o grupo de humor As Olívias, com com Renata Augusto, Cristiane Wersom, Sheila Friedhofer e Victor Bittow. Com o grupo faz sucesso no teatro com o espetáculo "As Olívias Palitam", na websérie com "As Olívias queimam o filme" e na TV, no canal Multishow, com a série Olívias na TV.
Em 2015 cria um canal de humor no youtube junto com atriz Cristiane Wersom, chamado Mulheres Ácidas.

## Filmografia

### Televisão
| Ano         | Título                      | Personagem                    | Notas                                            |
| ----------- | --------------------------- | ----------------------------- | ------------------------------------------------ |
| 2008        | Alice                       | Rita                          | Episódio: "Os Peixinhos Dourados de Dona Sumiko" |
| 2010        | Ti Ti Ti                    | Sarila                        | Episódio: "3 de agosto"                          |
| 2010–11; 19 | É Tudo Improviso            | Vários personagens            |                                                  |
| 2011–13     | Olívias na TV               | Olívia                        |                                                  |
| 2012        | Guerra dos Sexos            | Afrodite da Silva Leone (Frô) |                                                  |
| 2012        | O Riso dos Outros           | Ela mesma                     | Documentário para TV                             |
| 2013–14     | Divertics                   | Vários personagens            |                                                  |
| 2014        | Alto Astral                 | Ana Dirce Rosas               |                                                  |
| 2016        | Êta Mundo Bom!              | Clarice Ribeiro               |                                                  |
| 2016        | Haja Coração                | Ela mesma                     | Episódio: "22 de agosto"                         |
| 2018        | Malhação: Vidas Brasileiras | Brigitte Simões               |                                                  |
| 2018        | Vida de Estagiário          | Sílvia                        |                                                  |
| 2019        | Vai que Cola                | Bianca Rasputini              | Episódio: "A Reportagem"                         |
| 2020        | Salve-se Quem Puder         | Verônica Andrade              |                                                  |
| 2020        | Salve-se Quem Puder         | Marlene Andrade               |                                                  |
| 2022        | Lov3                        | Pituca                        | 2 episódios                                      |
| 2023        | Tem que Suar                | Odete                         |                                                  |
| 2023        | Use Sua Voz                 | Dora                          |                                                  |
| 2024        | Família É Tudo              | Sheila                        |                                                  |
| 2025        | Falas Femininas             | Ela mesma                     | Especial do Dia Internacional da Mulher          |

### Cinema
| Ano  | Título           | Personagem  | Notas                 |
| ---- | ---------------- | ----------- | --------------------- |
| 2006 | Tapete Vermelho  | Camponesa   | Participação especial |
| 2008 | Linha de Passe   | Atriz na TV | Participação especial |
| 2011 | As Doze Estrelas | Dora        |                       |
| 2019 | Bate Coração     | Odete       |                       |
| 2021 | Cabras da Peste  | Passageira  | Participação especial |
| 2022 | Incompatível     | Manhana     |                       |
| 2023 | Pérola           | Tia         |                       |

### Internet
| Ano           | Título          | Personagem |
| ------------- | --------------- | ---------- |
| 2015–presente | Mulheres Ácidas | Ela mesma  |